# Mnajdra

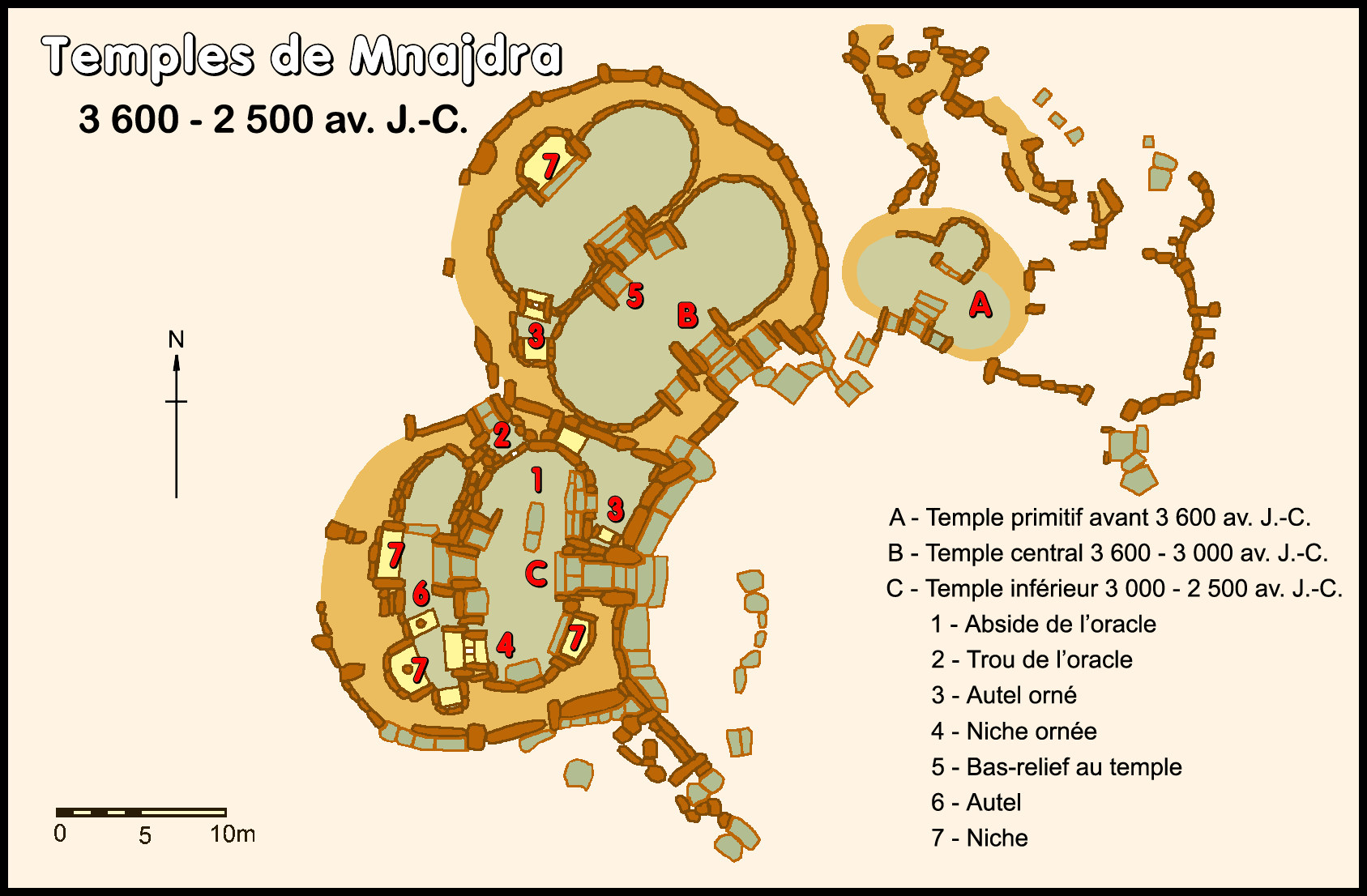
Plan der Tempel von Mnajdra

Mnajdra (ausgesprochen ‚Imnaidra‘, maltesisch L-Imnajdra) ist ein herausragendes Ensemble von Tempeln aus der Vorzeit Maltas. Es besteht aus dem Doppeltempel mit dem für maltesische Großtempel typischen ahornblattförmigen, fünfteiligen Aufbau und einem separaten älteren, daher nur dreiteiligen Tempel. Der Kultplatz wurde von der Żebbuġ- bis zur Tarxien-Phase genutzt. Der Doppeltempel existiert seit der Ġgantija-Phase der Tempelkultur (3.800 vor Christus). Auf den Maltesischen Münzen aus verkupfertem Stahl (1, 2, 5c) ist eine stilisierte Form der Mnajdra abgebildet. Die Tempel wurden in das Nationale Inventar der Kulturgüter der maltesischen Inseln aufgenommen und gelten seit 1992 als UNESCO-Welterbe.

Mnajdra
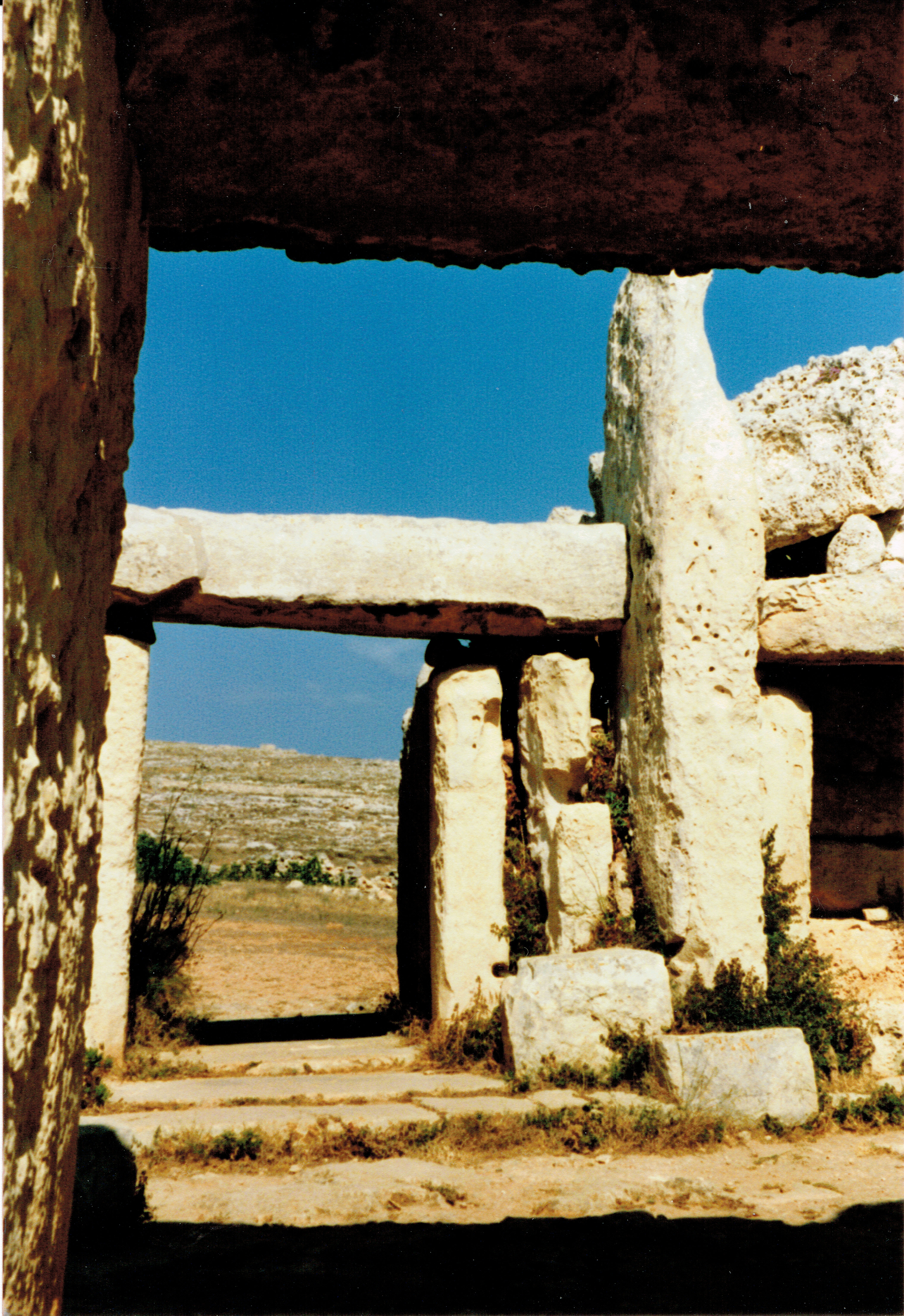
Mnajdra (Detail)
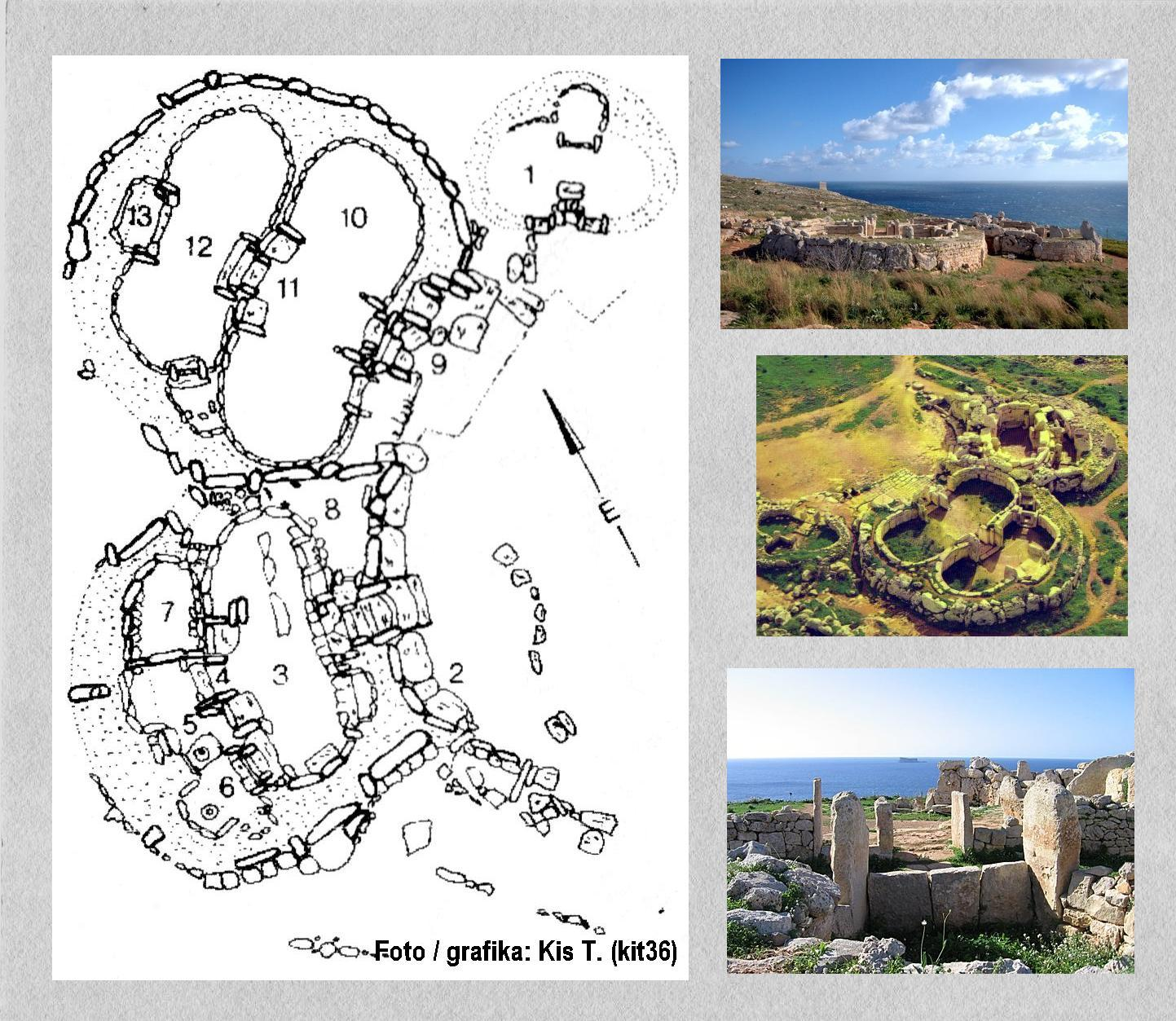
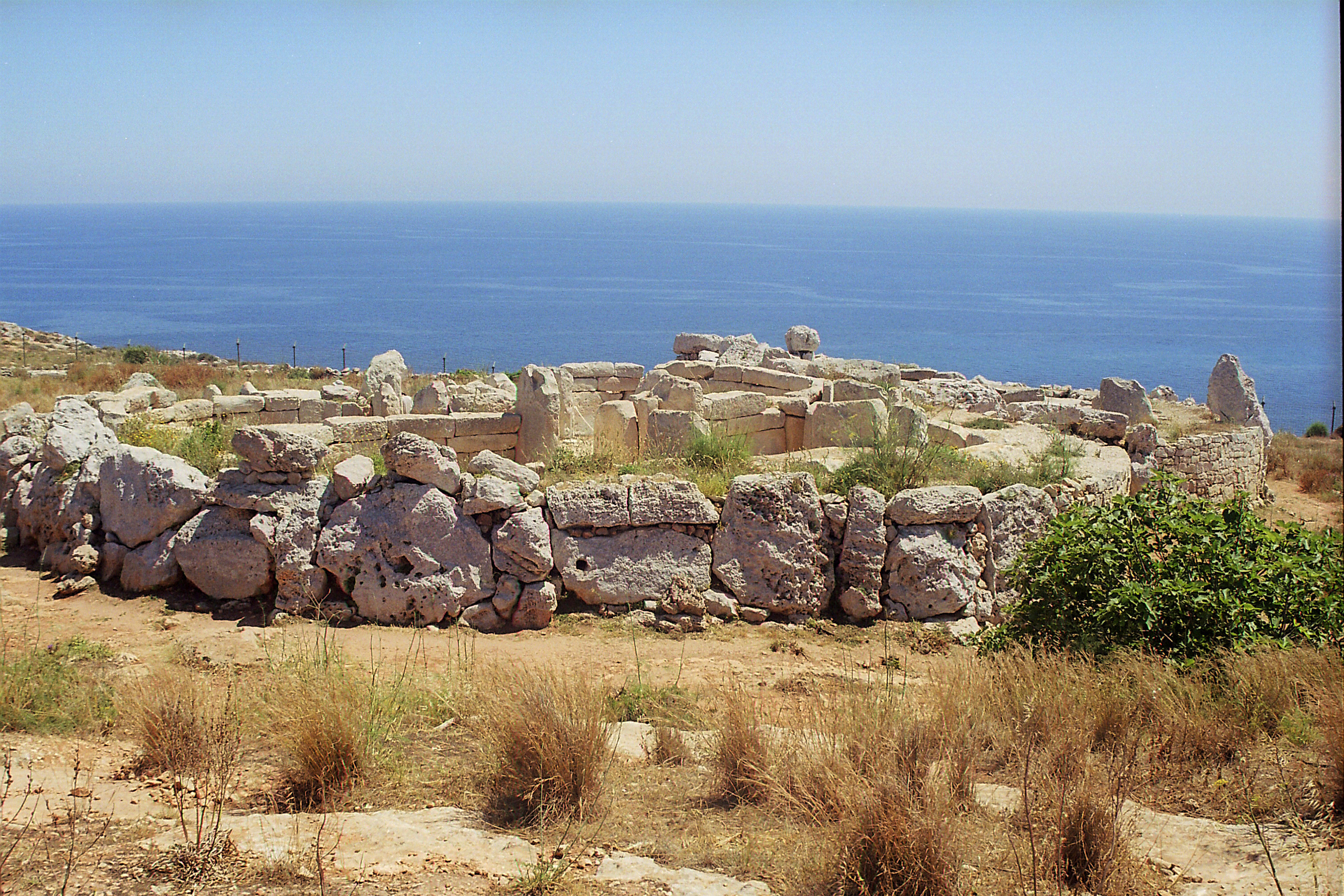

## Lage
Mnajdra liegt an der Südwestküste Maltas, oberhalb der Hamrija Bank, auf einer Terrasse im Felshang. Nur 500 m entfernt, auf dem Hochplateau, liegt der Kultplatz Ħaġar Qim. Vor 6000 Jahren war hier aufgrund des niedrigeren Wasserstandes der einzige flache Küstenstreifen an der Südwestküste Maltas. Die Buchten gaben Wasserfahrzeugen Anlegemöglichkeit und gestatteten den Aufstieg zur Tempelterrasse. Über den Bereich von Mnajdra bestand eine kurze Verbindung zur fünf Kilometer entfernten, winzigen jedoch 60 m hohen Felseninsel Filfla, auf der Funde prähistorischer Scherben aus der Kupfersteinzeit gemacht wurden.

## Baumaterial

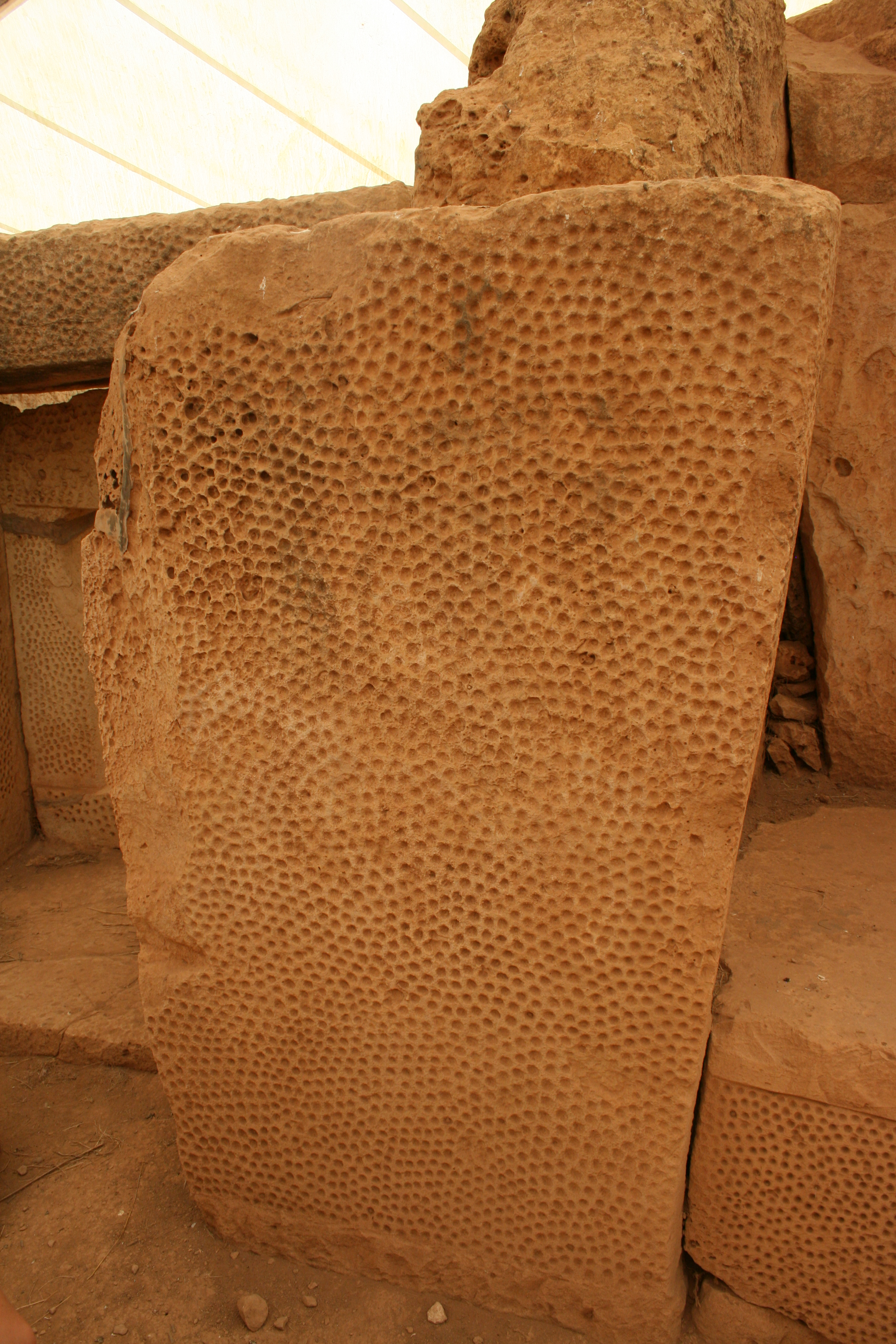
Gepunzter Kalkstein in Mnajdra

Das Mauerwerk besteht aus großen geschnittenen Steinen oder kaum bearbeitetem Bruchstein. Die Baumeister wählten unter den örtlich verfügbaren Kalksteinarten den für ihre Zwecke günstigsten aus. Dabei ließen sie sich davon leiten, welche Gesteinsarten in unmittelbarer Nähe des Kultplatzes anstehen.

### Globigeriner Kalk
Globigeriner Kalkstein ist relativ weich und leicht zu bearbeiten. Er bildet unter Lufteinwirkung eine recht widerstandsfähige Oberfläche und wurde hauptsächlich im Innenausbau und für die Altäre, Gefäße und Skulpturen verwendet.

### Korallenkalk
Die Korallenkalksteine sind wesentlich härter, besitzen teilweise kristalline Struktur und sind schwieriger zu bearbeiten. Sie wurden wegen ihrer Haltbarkeit für den Außenbau bevorzugt, kamen aber mitunter auch (Ta’ Ħaġrat) im Inneren zum Einsatz.

## Südtempel
Die Exedra zeigt die übliche konkave Form mit vorgesetzten Bänken. Während der eingangsnahe, äußere Quertrakt überwiegend aus erhaltenen Partien besteht, ist der innere großenteils rekonstruiert. Seine Kopfnische ist sehr flach und in der linken inneren Apsis scheint die ältere geradlinige Struktur, wie sie die rechte Apsis noch zeigt, durch Umbauten aufgelöst worden zu sein. Bei der Verbindung mit dem später erbauten Nordtempel entstand im Zwickelbereich eine monumentale Außennische, die mit einer kolossalen Deckplatte abgedeckt ist. Eine innere Verbindung dieser Nische mit dem Südtempel deutet auf eine wie auch immer geartete Nutzung der Nische. An einigen Monolithen ist ein Dekor aus hunderten von Punktbohrungen angebracht.
Der Tempel ist zum astronomischen Horizont ausgerichtet und wurde wahrscheinlich als Beobachtungs- und Kalenderstätte genutzt. Zu den beiden Tag-und-Nacht-Gleichen fällt das Sonnenlicht durch das Haupttor und beleuchtet die Hauptachse. Zu den Sonnenwenden beleuchtet das Sonnenlicht die Ränder der Megalithen links und rechts von diesem Tor.

## Nordtempel

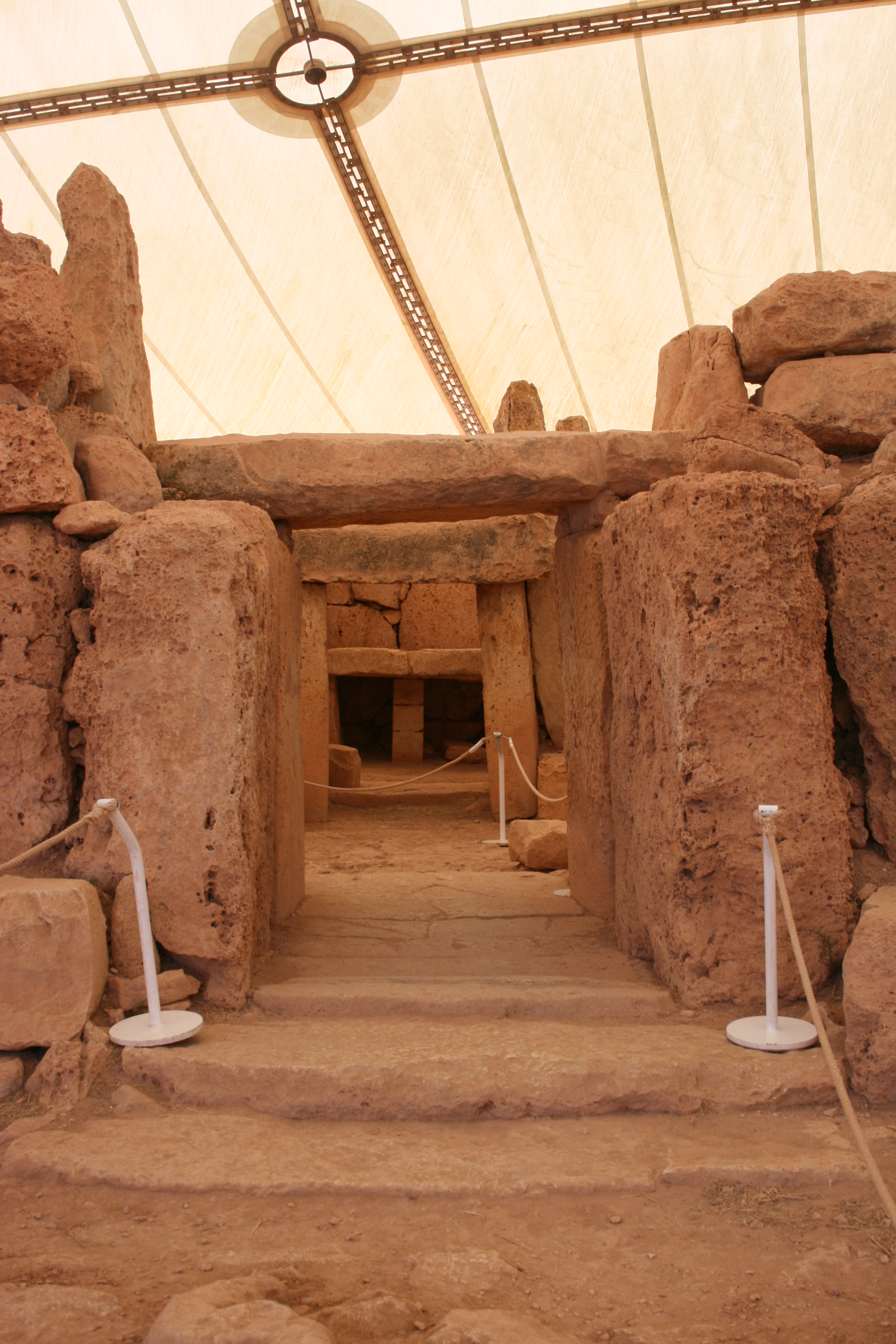
Tor in Mnajdra

Der Tempel liegt auf einer Terrasse, etwas höher als der Südtempel. Die Exedra ist unvollständig und weist kein mit dem Südtempel koordiniertes Gesamtkonzept auf. Insbesondere die inneren Apsiden sind wesentlich größer als beim Südtempel. Die Kopfnische ist ebenfalls größer, jedoch nicht wesentlich. Auch hier wurde die Struktur der linken inneren Apsis durch einen kleineren Umbau aufgelöst. Der Nordtempel weist besonders sorgfältig gearbeitete Trilithen und eingesetzte Türsteine auf.

## Ältere Tempel
Der Osttempel mit seiner dreiteiligen Gliederung und der mittelgroßen Kopfnische wurde idealtypisch rekonstruiert. Er ist der älteste an dieser Stelle, der aber, wie auch anderswo aufgrund von Ascheresten festgestellt, einen Vorläufer als Kultplatz gehabt haben wird. Baureste eines weiteren Tempels könnten die Mauerreste neben der linken Nische des Südtempels sein.
1992 wurde Mnajdra, gemeinsam mit anderen bronzezeitlichen Tempelanlagen Maltas, wie auch die Megalithischen Tempel von Malta, zum UNESCO-Weltkulturerbe erklärt. Die gesamte Anlage war längere Zeit für Besucher gesperrt, nachdem ein Orkan im Frühjahr 1994 Teile davon zum Einsturz gebracht hatte. Inzwischen ist die Besichtigung wieder möglich. Wie das benachbarte Ħaġar Qim wurde die gesamte Anlage 2009 zum Schutz vor schädlichen Umwelteinflüssen mit einer permanenten Zeltkuppel überdacht.